# Sylvain Neuvel
Œuvres principales
- Série Dossiers de Thémis

Sylvain Neuvel, né en 1973 à Québec, est un écrivain canadien de science-fiction connu pour être l'auteur des Dossiers de Thémis. Il est également l'un des trois auteurs repris pour le projet de plusieurs livres autour de la série télévisée Black Mirror.
Il est né à Québec et a grandi dans la banlieue de L'Ancienne-Lorette. Neuvel a fait ses études à l'Université de Montréal et à l'Université de Chicago et dirige sa propre agence de traduction.

## Œuvres littéraires
La série des Dossiers de Thémis commence avec son premier roman Le Sommeil des Géants (Sleeping Giants). Il suit un groupe de scientifiques dirigé par la physicienne Rose Franklin. Ce groupe assemble un robot géant d'origine mystérieuse. Les morceaux sont dispersés à travers le monde. L'idée initiale d'écrire Le Sommeil des Géants lui est venue lorsque son fils lui a demandé de construire un jouet en forme de robot. L'auteur ne voulait pas d'un simple jouet, il en voulait un avec une histoire précise, un passé, savoir d'où il venait et ce qu'il allait faire. Le roman est écrit dans un format atypique. Il s'agit d'une suite de dialogues entre une personne interrogée et un homme mystère. Ceux-ci sont classés par dossier et offrent donc une suite d'interviews. On est plus proche du documentaire que de la narration. Cela se rapproche du processus narratif utilisé dans World War Z de Max Brooks.
Sylvain  Neuvel a tout d'abord présenté son roman à des agents littéraires en 2014, mais a reçu 50 rejets. Son roman a cependant su se démarquer grâce à la critique dithyrambique de la revue littéraire Kirkus Reviews qui avait reçu un manuscrit. Le roman a été publié (en anglais) par Del Rey Books en 2016. Le Sommeil des Géants a été traduit en vingt langues. Sony Pictures a mis une option pour le développement d'un film.
Le deuxième roman de la trilogie, L'Éveil des Dieux (Waking Gods), a été publié le 4 avril 2017 aux USA. Le troisième, Trop humains (Only Humans), a été publié le 1er mai 2018 aux USA.
Sylvain Neuvel est également l'un des trois auteurs du premier livre Black Mirror. Initialement prévu pour février 2018, il a été repoussé à une date ultérieure. Il sera composé d'une série de courtes fictions (nouvelles) écrites par chaque auteur.

### SérieDossiers de Thémis
1. Le Sommeil des Géants, Librairie générale française, coll. « Le Livre de poche », 2017 ((en) Sleeping Giants, Del Rey, 2016), trad. Patrick Imbert  (ISBN 978-2-253-19122-3)Réédition en format poche, 2018, Librairie générale française, coll. « Le Livre de poche » no 34814
2. L'Éveil des Dieux, Librairie générale française, coll. « Le Livre de poche », 2017 ((en) Waking Gods, Del Rey, 2017), trad. Patrick Imbert  (ISBN 978-2-253-19125-4)Réédition en format poche, 2018, Librairie générale française, coll. « Le Livre de poche » no 35151
3. Trop humains, Librairie générale française, coll. « Le Livre de poche », 2018 ((en) Only Humans, Del Rey, 2018), trad. Patrick Imbert  (ISBN 978-2-253-19127-8)Réédition en format poche, 2019, Librairie générale française, coll. « Le Livre de poche » no 35498

### SérieTake Them to the Stars
1. (en) A History of What Comes Next, Tor, 2021
2. (en) Until the Last of Me, Tor, 2022
3. (en) For the First Time, Again, Tor, 2023

### Romans indépendants
- L'Examen, Librairie générale française, coll. « Le Livre de poche » no 36095, 2021 ((en) The Test, Tor, 2019), trad. Patrick Imbert  (ISBN 978-2-253-24227-7)
- (en) No Kindness Too Soon, Audible, 2022

### Nominations
Le Sommeil des Géants a été finaliste durant l'édition 2016 du Goodreads Choice Awards dans la catégorie du Meilleur de la de Science-Fiction, durant l'édition 2016 du Quebec Writers' Federation Awards pour le prix du premier roman par l'université de Concordia et durant l'édition 2017 du prix Compton-Crook. Le livre a également été nommé pour un prix durant l'édition 2017 du Combat des Livres.